# 横浜創英大学
横浜創英大学（よこはまそうえいだいがく、英語: Yokohama Soei University、公用語表記: 横浜創英大学）は、神奈川県横浜市緑区三保町1に本部を置く日本の私立大学。1940年創立、2012年大学設置。

## 基礎データ
学校法人堀井学園により運営されている日本の4年制私立大学。2011年10月24日に設置認可され、2012年4月に開校した。なお、これに伴い、横浜創英短期大学の学生募集は停止される。

### 所在地
横浜市緑区三保町。新治市民の森に隣接。同じ敷地に横浜翠陵中学校・高等学校がある。

### シンボルマーク
開学の2012年4月に制定。横浜創英大学のYSUをモチーフとしている。

## 建学の精神
「考えて行動のできる人」を掲げているが、その解釈や具体化の方法については敢えて定めず、学生にゆだねている。

## 教育の理念
横浜創英大学は、学生一人一人を大切にし、論理性と人間性を身につけ、深く考える職業人育成を基盤とした教育を通じて、幅広い教養と専門能力を育て、人を愛し社会に貢献できる看護職と保育者を育成することを教育の理念としている。
「人を理解する力」「なぜ（理由）と、～だから（原因）を探す力」「専門的に対応・実践する力」3つの力を身につけることを共通の学びの基礎とし、専門的知識を相互に高めると謳っている。

## 沿革
- 1940年4月 - 財団法人堀井学園創設。初代理事長堀井章一就任。京浜高等女学校（現・横浜創英高等学校）設置認可
- 1948年4月 - 学制改革により新制中学が発足（現・横浜創英中学校）
- 1949年4月 - 第二代理事長堀井圭二就任
- 1950年4月 - 京浜幼稚園（現・京浜横浜幼稚園）開園
- 1951年2月 - 財団法人堀井学園を学校法人堀井学園に組織変更
- 1977年9月 - 第三代理事長堀井スミヱ就任
- 1985年3月 - 第四代理事長堀井基章就任
- 1986年4月 - 横浜国際女学院翠陵高等学校（現・横浜翠陵高等学校）開校
- 1989年4月 - 横浜創英短期大学開学（情報処理学科）
- 1999年4月 - 横浜国際女学院翠陵中学校（現・横浜翠陵中学校）開校
- 2007年4月 - 横浜創英短期大学に看護学科を増設
- 2012年4月 - 横浜創英大学開学（看護学部看護学科、こども教育学部幼児教育学科）
- 2016年4月 - 横浜創英大学大学院設置（看護学研究科修士課程）

## 学部
- 看護学部
  - 看護学科
- こども教育学部
  - 幼児教育学科

## 学園祭
- 秋桜祭（しゅうおうさい）- 毎年10月下旬に実施。